# Grumman F7F Tigercat
Chiếc Grumman F7F Tigercat là kiểu máy bay tiêm kích hai động cơ đầu tiên được đưa vào sử dụng trong Hải quân Hoa Kỳ. Được thiết kế để hoạt động trên những chiếc tàu sân bay thuộc lớp Midway mới, chiếc máy bay tỏ ra quá lớn để có thể hoạt động trên những tàu sân bay cũ hơn. Cho dù đã được giao đến các đơn vị Thủy quân Lục chiến tác chiến trước khi Thế Chiến II kết thúc, chiếc Tigercat vẫn không tham gia hoạt động trong cuộc chiến này. Đa số những chiếc F7F kết thúc sự nghiệp trong các hoạt động trên đất liền như máy bay cường kích hay máy bay tiêm kích bay đêm; chỉ có phiên bản F7F-4N được chứng nhận để hoạt động trên tàu sân bay. Chúng đã tham gia hoạt động trong Chiến tranh Triều Tiên và được rút khỏi phục vụ vào năm 1954.

## Thiết kế và phát triển
Hợp đồng chế tạo chiếc nguyên mẫu XF7F-1 được ký vào ngày 30 tháng 6 năm 1941. Mục đích của Grumman là nhằm chế tạo một chiếc máy bay có khả năng vượt hơn về tính năng bay và vũ khí trang bị so với tất cả những chiếc máy bay tiêm kích đang có, đồng thời có thêm được vai trò phụ tấn công mặt đất. Trang bị vũ khí rất mạnh: bốn khẩu pháo 20 mm và bốn khẩu súng máy 12,7 mm (0,50 inch), cũng như các đế dưới cánh và dưới thân để mang bom và ngư lôi. Tính năng bay của nó đã đáp ứng các mong mỏi đặt ra, F7F Tigercat trở thành một trong những máy bay tiêm kích trang bị động cơ piston có tính năng bay cao nhất, với tốc độ tối đa vượt hơn mọi máy bay một động cơ khác của Hải quân Mỹ - 113,6 km/h (71 dặm mỗi giờ) nhanh hơn chiếc F6F Hellcat ở độ cao mặt biển. Quan điểm của Trung tá Fred M. Trapnell, một phi công thử nghiệm hàng đầu của Hải quân, là "Nó là chiếc máy bay tiêm kích tốt nhất mà tôi từng lái." 
Tất cả những điều này có được với cái giá phải trả là trọng lượng nặng và tốc độ hạ cánh cao, nhưng nguyên nhân thực sự khiến nó không thể vượt qua thử nghiệm đánh giá sự tương thích đối với hoạt động trên tàu sân bay là độ ổn định hướng kém khi chỉ còn một động cơ hoạt động, cũng như là những vấn đề trong thiết kế móc hãm. Do đó, loạt máy bay sản xuất đầu tiên chỉ được cho hoạt động từ các căn cứ trên đất liền bởi Thủy quân Lục chiến Mỹ, sử dụng nó như là máy bay tiêm kích bay đêm trang bị radar APS-6. Ban đầu, phiên bản F7F-1N chỉ có một chỗ ngồi, nhưng kể từ chiếc máy bay được sản xuất thứ 34, một chỗ ngồi thứ hai dành cho người điều khiển radar được bổ sung và những chiếc máy bay này thuộc phiên bản F7F-2N.

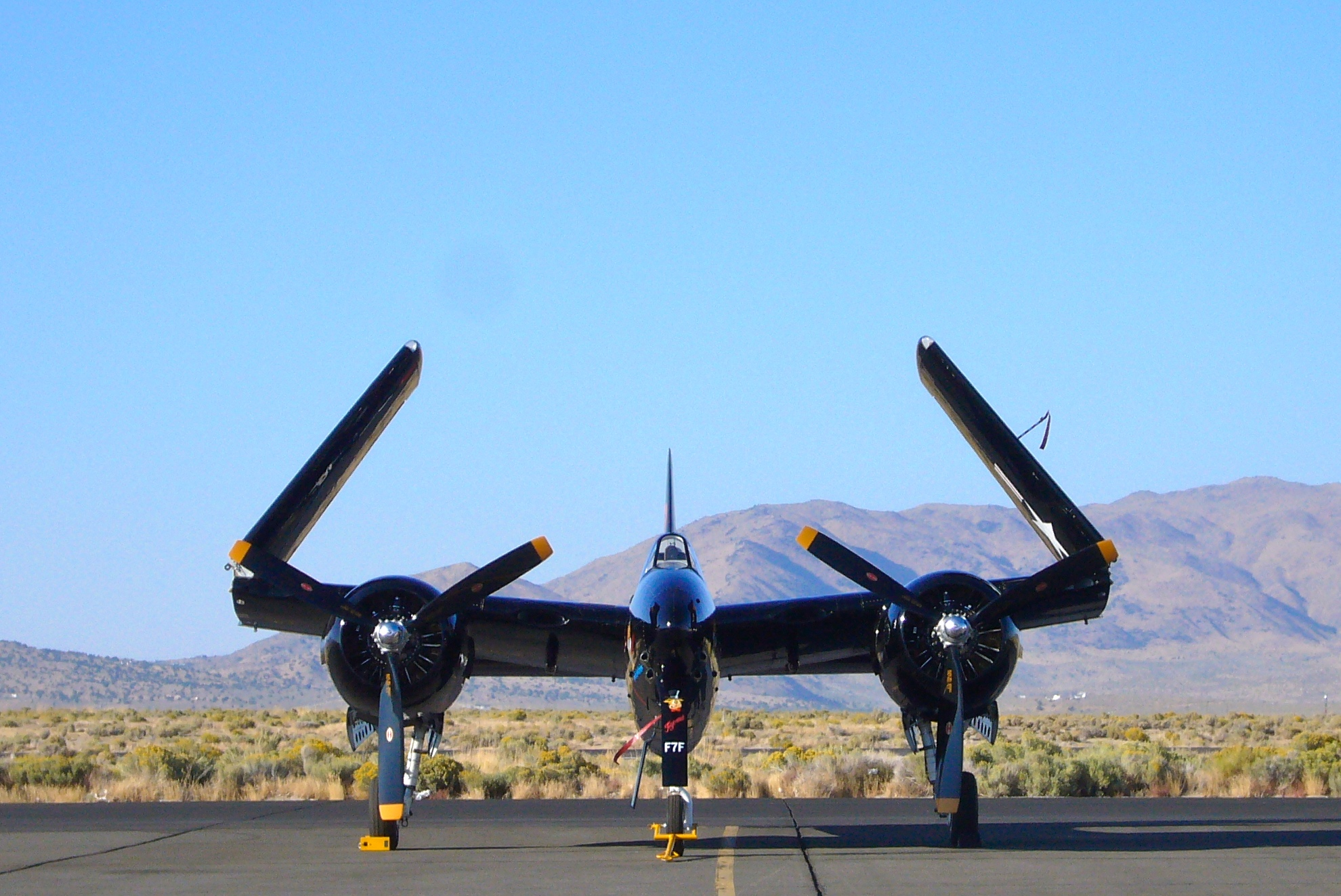
Chiếc Tigercat được thiết kế để có được diện tích cản trước mặt rất nhỏ.

Phiên bản tiếp theo được sản xuất, kiểu F7F-3, được cải biến để khắc phục những vấn đề làm cho chiếc máy bay không được chấp nhận trên tàu sân bay, và phiên bản này lại được thử nghiệm trên chiếc tàu sân bay USS Shangri-La. Sự cố hỏng cánh do đáp xuống quá mạnh đã làm cho lần thử nghiệm này tiếp tục thất bại, nên phiên bản F7F-3 chỉ được sản xuất cho vai trò máy bay tiêm kích bay ngày và bay đêm và máy bay trinh sát hình ảnh. Một phiên bản cuối cùng, kiểu F7F-4N, được tái thiết kế rộng rãi để tăng cường độ cứng và độ ổn định, cuối cùng cũng vượt qua được thử nghiệm tính tương thích cho tàu sân bay, nhưng chỉ có 12 chiếc được chế tạo.
Sau này, một số chiếc Tigercat được sử dụng làm máy bay ném bom nước để chống cháy rừng trong những năm 1960 và 1970, và vì mục đích này có 12 chiếc còn sống sót cho đến nay, trong đó có sáu chiếc còn bay được. Có ít nhất ba chiếc F7F Tigercat còn đang được bảo quản trong các viện bảo tàng.
Chiếc Grumman F7F ban đầu đã từng được dự định mang tên là "Tomcat", nhưng cái tên này bị gạt bỏ vì bị cho là mang tính khêu gợi. Tên này sau đó được đặt cho kiểu Grumman F-14.

## Các nước sử dụng
Hoa Kỳ
- Hải quân Hoa Kỳ
- Thủy quân Lục chiến Hoa Kỳ

## Đặc điểm kỹ thuật (F7F-4N Tigercat)
Tham khảo: Jane's Fighting Aircraft of World War II

### Đặc tính chung
- Đội bay: 02 người (phi công, điều khiển radar)
- Chiều dài: 13,8 m (45 ft 4 in)
- Sải cánh: 15,7 m (51 ft 6 in)
- Chiều cao: 5,1 m (16 ft 7 in)
- Diện tích bề mặt cánh: 42,3 m² (455 ft²)
- Trọng lượng không tải: 7.380 kg (16.270 lb)
- Trọng lượng cất cánh tối đa: 11.670 kg (25.720 lb)
- Động cơ: 2 x động cơ Pratt & Whitney R-2800-34W "Double Wasp" bố trí hình tròn, công suất 2.100 mã lực (1.600 kW) mỗi động cơ

### Đặc tính bay
- Tốc độ lớn nhất: 740 km/h (400 knot, 460 mph)
- Tầm bay tối đa: 1.900 km (1.000 nm, 1.200 mi)
- Trần bay: 12.300 m (40.400 ft)

### Vũ khí
- 4 x pháo Hispano-Suiza HS.404 20 mm (0,787 in)
- 4 x súng máy Browning M2 12,7 mm (0,50 in)
- 2 × bom 450 kg (1.000 lb) hoặc
- 1 × ngư lôi mang dưới thân

## Nội dung liên quan

### Máy bay liên quan
- Grumman XTSF

### Máy bay tương tự
- Bristol Beaufighter
- de Havilland Hornet
- de Havilland Mosquito
- Focke-Wulf Ta 154
- Lockheed P-38 Lightning
- Mitsubishi Ki-83
- Northrop P-61 Black Widow

### Trình tự thiết kế
F4F - XF5F - F6F - F7F - F8F - F9F - XF10F

### Danh sách liên quan
- Danh sách máy bay chiến đấu
- Danh sách máy bay quân sự Hoa Kỳ
- Danh sách máy bay trong Chiến tranh Thế giới II
- Danh sách máy bay tiêm kích